# Chiesa della Madonna di Guadalupe (Albino)
La chiesa della Madonna di Guadalupe è il luogo di culto cattolico di Albino, in provincia e diocesi di Bergamo; è sussidiaria della chiesa di San Giuliano.

## Storia
La piccola chiesa dedicata al culto della Madonna di Guadalupe per volontà di Federico Gambarelli tenore originario di Albino, che si era esibito in alcuni teatri di Città del Messico, era stato omaggiato dell'immagine della Madonna di Guadalupe patrona di quella nazione, ma durante il viaggio in nave di ritorno in Italia, a causa di una forte tempesta, la nave rischiò il naufragio, e Gamberelli si affidò all'immagine della Vergine, recitando una preghiera: «Non permettere che la vostra immagine perisca tra questi vortici, e con essa periscano tanti poveri infelici. Voi ci dovete salvare, se no la vostra immagine sarà la prima a calare a fondo…» e la nave riuscì a recuperare le funzioni e proseguire la navigazione, giungendo indenne a Genova. Quale ringraziamento volle dedicare una chiesa alla Madonna nel suo paese d'origine.
Acquistò una chiesa in un vicolo laterale della centrale via Mazzini, vicolo che gli fu poi dedicato. Gambarelli che divenne poi sacerdote, si curò dei lavori di ampliamento e decorazione dell'edificio-  lasciò poi in gestione all'Istituto del Beato Luigi Maria Palazzolo, e nei locali presso la chiesa furono accolte le orfane del territorio fino al 1968.

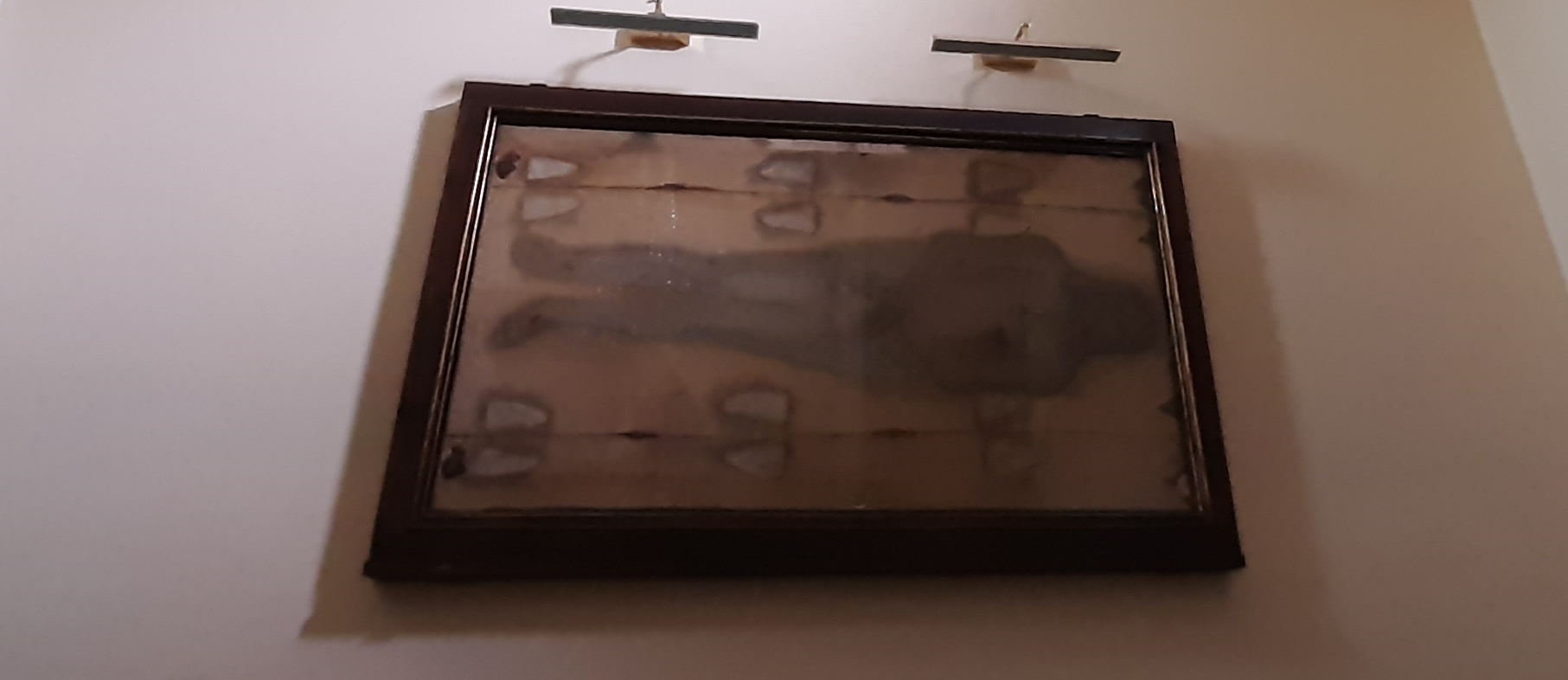
Tela della sacra Sindone Albino

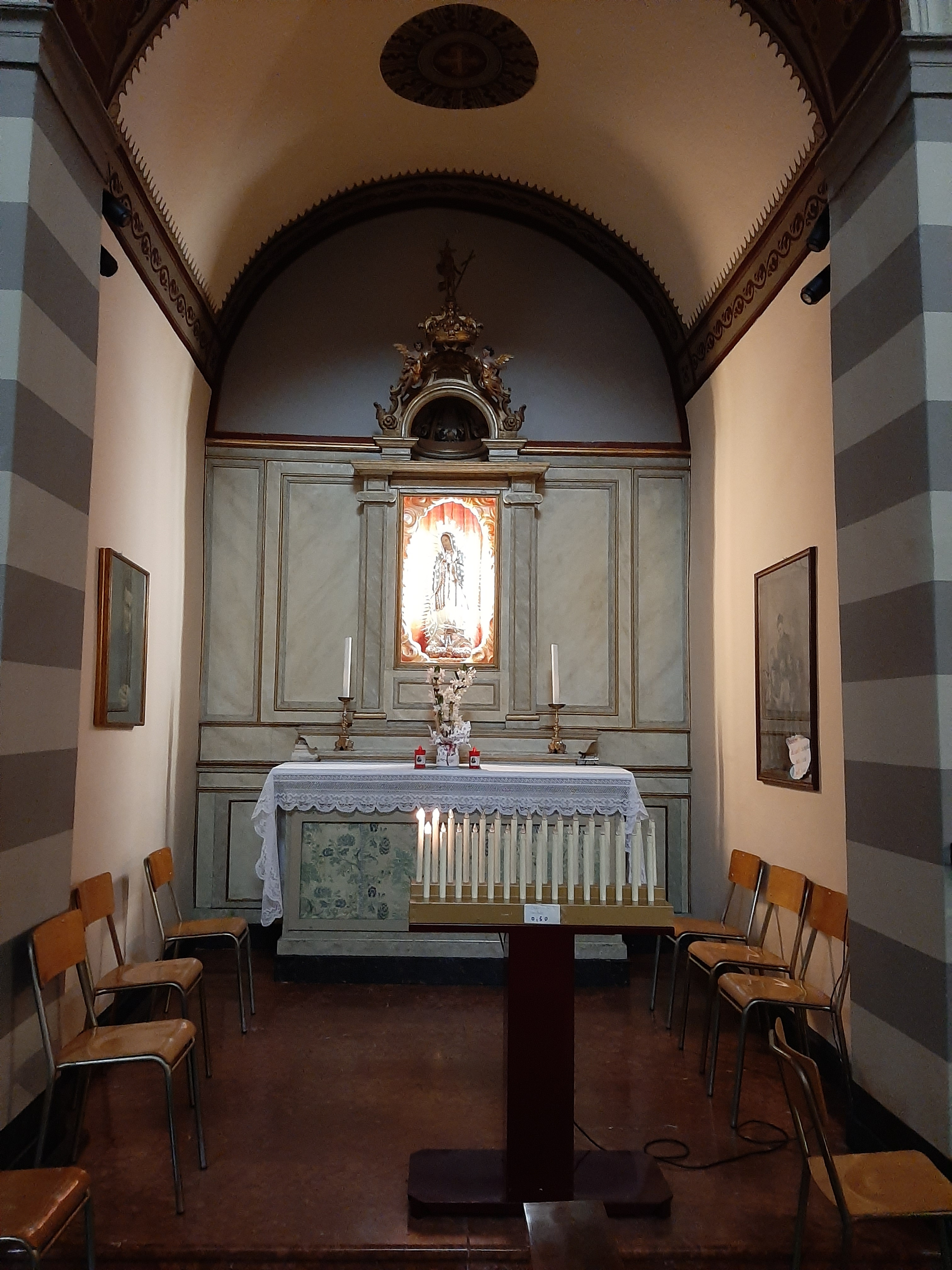
Altare di Santa Maria di Guadalupe Albino

Nei primi anni del Novecento causa le soppressioni francesi degli ordini religiosi padre Léon Gustave Dehon, dovette abbandonare la Francia scegliendo il territorio italiano, e fu don Angelo Roncalli, segretario del vescovo Giacomo Radini-Tedeschi, ad accoglierlo a Bergamo e a presentarlo a don Federico Gambarelli così che potesse usare i locali presso la chiesa per ospitare l'istituto dei padri Dehoniani. Il 7 settembre 1907 fu inaugurata presso la chiesa l'istituto dei Sacerdoti del Sacro Cuore di Gesù. Presto i dehoniani crebbero tanto di numero da doversi spostare nel nuovo edificio nel 1910 presso Selvino.
Gambarelli lasciò poi in gestione all'Istituto del Beato Luigi Maria Palazzolo, e nei locali presso la chiesa furono accolte le orfane del territorio fino al 1968.

## Descrizione
Il piccolo edificio di culto si presenta in stile gotico-lombardo, con accesso sul vicolo Gambarelli che s'immette lateralmente all'aula che risulta essere decorata da Guglielmo Lecchi. 

La chiesa conserva la copia della Sacra Sindone che il tenore Gambarelli ricevette in dono nel 1886 da Maria Clotilde di Savoia, nonché cimeli della sua vita d'artista.
(Torino 28 maggio 1898 Agostino Card. Richelmy – Vescovo di Torino)
  La tela ha una misura di quattro metri di lunghezza e uno di larghezza e raffigura l'intera immagine di Cristo su entrambi i lati, così come sull'originale; i documenti testimoniano che il manufatto era stato conservato per molto tempo a lato del lenzuolo ospitato nella regia cappella e presenta il sigillo arcivescovile su sei parti.
Il dipinto che racconta il nubifragio della nave «Africa» è conservato nella chiesa, così come alcuni cimeli del fondatore Federico Gambarelli.